# Jeppe Curth
Jeppe Curth (* 21. März 1984) ist ein dänischer ehemaliger Fußballspieler.

## Karriere
Curth begann seine Karriere bei Farum BK, dem heutigen FC Nordsjælland. Hier war er bis 2001 aktiv, ehe er zum niederländischen Profiverein Feyenoord Rotterdam wechselte. Für die Saison 2004/05 wurde er an den Stadtrivalen Excelsior Rotterdam ausgeliehen. Im Sommer 2005 wechselte er schließlich zu Aalborg BK nach Dänemark, für welche er in 86 Ligaspielen 28 Tore erzielte. Für Aalborg spielte Curth außerdem in der UEFA Champions League sechsmal und erzielte dabei zwei Tore. Des Weiteren war er im UEFA-Pokal dreimal aktiv.

## Erfolge
- Dänischer Meister 2008
- Dänischer Torschützenkönig 2008
- Dänisches U-19-Talent des Jahres: 2002